# Grand-Manil
Grand-Manil (en wallon Grand-Mayni-dlé-Djiblou) est une section de la ville belge de Gembloux située en Région wallonne dans la province de Namur.
C'était une commune à part entière avant la fusion des communes de 1964. Mais jusqu'en 1931 et la construction de sa propre église elle faisait partie de la paroisse de Gembloux.

## Toponymie

### Origine du nom
Manil dérive du latin mansionile signifiant petite ferme, exploitation agricole de médiocre importance. L’adjectif permet de distinguer le lieu de Petit-Manil, un hameau de Sauvenière.

## Géographie
Grand-Manil se situe au sud-ouest de Gembloux. À cause du développement de ces deux localités, il n'y a plus vraiment de limite distincte entre Gembloux et Grand-Manil. 

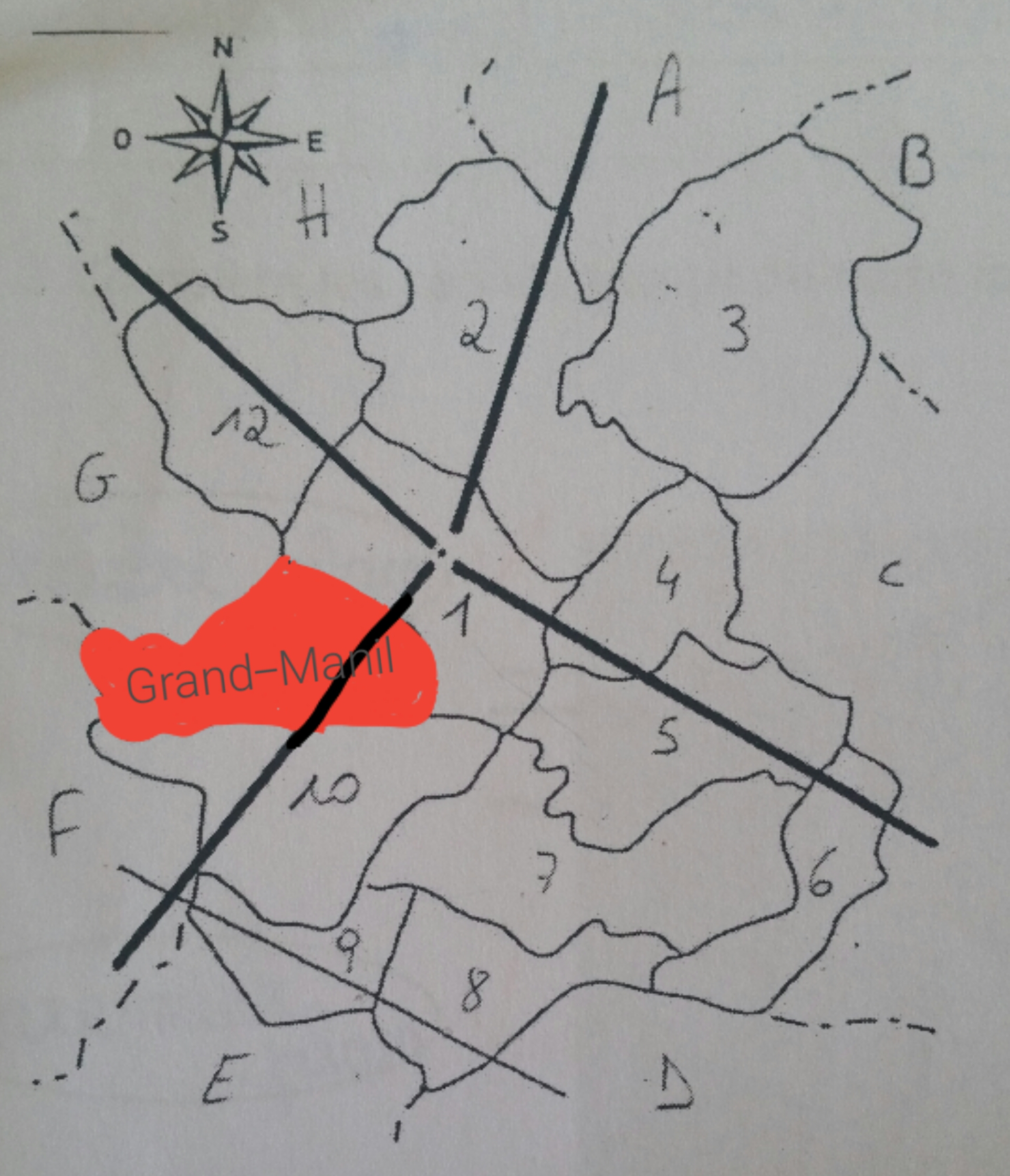
Grand-Manil par rapport aux autres villages.

Grand-Manil est traversé par la Route nationale 29.
Le territoire de Grand-Manil forme la limite, à l’ouest avec la commune de Chastre et donc avec la province du Brabant Wallon.
L'altitude de Grand-Manil se situe entre 125m et 167,5m.

### Cours d'eau
L’Orneau décrit une boucle dans le village et y reçoit un petit affluent appelé le Poncia.
Mais Grand-Manil appartient aussi au bassin de l’Escaut essentiellement par le truchement de l’Orne, un petit affluent de la Dyle, qui traverse la pointe occidentale de la localité.

### Liste de rues
Grand-Manil compte 22 rues :
- Chaussée de Charleroi (N29) ;
- Rue Entrée Jacques ;
- Rue Verlaine ;
- Rue Lucien Petit ;
- Avenue Georges Bedoret ;
- Avenue des Floralies ;
- Rue de Bedauwe ;
- Rue du Rivage ;
- Rue du Poncia ;
- Rue de la Treille ;
- Rue de la Sibérie ;
- Clos de la Tour ;
- Rue Emile Somville ;
- Rue du Château ;
- Rue des Résistants ;
- Avenue Général Mellier ;
- Avenue Général Aymes ;
- Rue Bois Godeaux ;
- Rue Bois Grand-Père ;
- Clos de la tour ;
- Rue Fontenelle ;
- Rue des tilleuls[3].

## Histoire
La chaussée romaine Bavay-Cologne passe au nord de Grand-Manil. D’une importance militaire, économique et sociale, elle assura l’essor des contrées situées le long de son tracé. 
La première mention du village date du XIe siècle dans la Geste des abbés de Gembloux rédigée à la fin du XIe siècle. par le moine Sigebert.Pendant tout l’Ancien Régime, Grand-Manil fut inclus dans la terre de Gembloux érigée en comté au XVIe siècle. L’abbé-comte y exerçait donc la haute justice. L’histoire de Grand-Manil se confond dès lors avec celle de Gembloux.Au 1er janvier 1965, la fusion des communes fit perdre à Grand-Manil son statut de commune indépendante. Le village intégra alors Gembloux. 

## Patrimoine et culture

### Patrimoine architectural
- Eglise Saint-Thérèse de l'Enfant Jésus. Construite en 1930 par l'architecte hollandais Victor Marres et réaménagée en 1966 et 1967[4].
- Ferme du Moulin, rue Bedauwe. Située entre deux bras de l'Orneau et datant du début du XVIIIe siècle, remanié aux XIXe et XVIIIe siècles[4].
- Ferme de la Bouverie, avenue J. Bedoret. Datée de 1661[4].

## Enseignement
Grand-Manil possède une école : l'école communale de Grand-Manil.  Elle est séparée en deux établissements : un pour l'enseignement maternel (rue Verlaine, 4) et un autre pour l'enseignement primaire (place Séverin, 3).
L'école est relativement petite, avec une classe par année, mais elle a bien grandi par rapport à quelques années auparavant où il n'y avait que 2 classes pour 6 années en primaire.

## Personnalités
- C'est à Grand-Manil que naquit Albert Henry, historien wallon des mots Wallon et Wallonie en 1910.
- Le poète et critique littéraire Fernand Séverin (1867-1931) naquit à Grand-Manil à la ferme de Penteville. Il est considéré comme un des représentants les plus significatifs du Parnasse et du Symbolisme en Belgique. Il porte d'ailleurs son nom dans la place Séverin, située dans Grand-Manil.